# Kalamata FC
O Kalamata FC, ou P.S. "I Kalamata", é um clube profissional grego, sediado em Calamata, Grécia. está atualmente na Beta Ethniki. Fundado em 1967, o time começou a partir do Apollon Kalamata e outro clubes locais, a estréia na primeira divisão grega, veio na temporada 1972-1973, a ultima aparição na Super Liga Grega, foi em 2000-2001. Venceu a segunda divisão grega em 1971-72 e 1973-74. Seu estádio é o Kalamata Metropolitan Stadium, com seu principal grupo de apoiadores sendo o "Buldogs Fan Club".